# Tióplovka
Tióplovka (en rus: Тёпловка) és un poble de l'óblast de Saràtov, a Rússia, segons el cens del 2010 tenia 306 habitants. Pertany al districte municipal de Volsk.